# 네
네 또는 예는 한국어로 질문에 대한 긍정을 나타내는 감탄사이다. 부정에는 아니요를 사용한다. 반말로는 각각 응과 아니를 사용한다.

## 언어의 용법의 차이
영어 등 유럽 여러 언어에서 응답이 긍정문이면 yes나 이와 유사한 단어, 부정문이면 no나 이와 유사한 단어를 사용한다. 따라서 그 구분은 한국어와 같지 않다. 하지만 "네"와 "아니요"에 해당하는 외래어로 "yes"와 "no"가 사용될 수있다. 이들은 부정의문문에 대한 답변은 "네"와 "아니요"에 따라, yes와 no는 일치하지 않는다.

## 네와응의 차이
응은 형제나 친구 등 자신보다 나이가 적거나 비슷한 사람에게 대답할 때 쓰는데 주로 친분이 있는 사람들에게 사용하는 감탄사이다.
네는 응과 동일한 뜻이지만 높임의 뜻이 담겨있다. 보통 네(예)는 웃어른이나 부모, 조부모, 친척(사촌은 제외)에게는 네(예)를 사용한다. (네라고 말하지 않아도 네라고 하는 것이 예절이다.)
즉, 네는 웃어른에게 사용하는 긍정의 대답, 감탄사이고 응은 자신의 친구나 형제 또는 친분이 있는 사람에게 사용하는 긍정의 대답, 감탄사이다.